# Gildo (Heermeister)
Gildo (* vor 330; † 31. Juli 398) war ein hoher spätrömischer Offizier. Gildo, der berberischer Abstammung war, erreichte als comes Africae und magister militum (Heermeister) im römischen Africa eine derart mächtige Stellung, dass er sich vom Weströmischen Reich unabhängig machte, bis er beseitigt wurde.

## Leben
Gildo war der Sohn des maurischen Fürsten Nubel; die Familie stammte aus dem Volk der Iubalener. Unter seinen zahlreichen Geschwistern waren Firmus und Mascezel. Die Familie gehörte zum reichen, romanisierten Provinzadel. Gildo hatte eine Tochter namens Salvina. 373 diente er unter dem älteren Theodosius, dem Vater des späteren Kaisers Theodosius I., in Africa und kämpfte in diesem Zusammenhang erfolgreich gegen seinen eigenen Bruder Firmus, der durch den Statthalter Romanus zu einem Aufstand gegen die römische Regierung angestachelt worden war.
Seit etwa 386 fungierte Gildo in Africa als Oberbefehlshaber (comes Africae) der Provinzarmee, wobei er den Usurpator Magnus Maximus († 388) gegen den legitimen Westkaiser Valentinian II. unterstützte. Dennoch wurde er offenbar einige Zeit später von Theodosius I., der Maximus 388 besiegte und hinrichten ließ, als comes Africae nicht nur bestätigt, sondern ist im Dezember 393 sogar mit dem ansonsten zu dieser Zeit nicht bezeugten Titel comes et magister utriusque militiae per Africam bezeugt; er wurde also in den Rang eines Heermeisters erhoben. Dass dieses Amt extra für ihn geschaffen wurde, zeigt, dass Theodosius sich seiner Loyalität versichern wollte. Im Hintergrund stand die Usurpation des Eugenius, der mithilfe der weströmischen Armee unter Arbogast den Westen des Reiches für sich beanspruchte. In diesem Konflikt scheint sich Gildo eher auf die Seite des „oströmischen“ Kaisers Theodosius I. gestellt zu haben, indem er Eugenius nicht anerkannte; allerdings stellte er offenbar auch nicht die wichtigen Getreidelieferungen nach Rom ein. Der Kaiser vermählte sogar seinen Verwandten Nebridius mit Gildos Tochter Salvina und ließ deren Familie in Konstantinopel residieren, um Gildo und damit Africa, die Kornkammer Roms, an sich zu binden.
Als es nach dem Tod Theodosius’ I. und der danach erfolgten faktischen Reichsteilung von 395 zu immer mehr Spannungen zwischen beiden Reichsteilen kam, erhob sich Gildo 397 gegen den weströmischen Kaiser Honorius, taktierte offen mit der oströmischen Regierung (angeblich vermittelt über den Oberkämmerer Eutropios) und stoppte die Getreidelieferungen nach Italien. Daraufhin ging der weströmische Regent und Heermeister Stilicho gegen ihn vor. Gildo wurde zum Staatsfeind (hostis publicus) erklärt, und eine weströmische Armee unter dem Befehl von Gildos Bruder Mascezel, dessen Kinder von Gildo ermordet worden waren, landete in Africa. Gildo unterlag ihr in der Schlacht von Tabraca am 31. Juli 398 und wurde hingerichtet. Seine Güter wurden konfisziert, was offenbar eine derart umfangreiche Aufgabe war, dass eigens dafür der Posten des comes Gildoniaci patrimonii geschaffen werden musste. Die Provinz Africa gelangte wieder unter die Kontrolle der weströmischen Regierung; comes Africae wurde Flavius Gaudentius. Stilicho ließ später auch Mascezel beseitigen.
Religionspolitisch stand Gildo mit dem Bischof Optatus von Thamugadi in Verbindung und förderte die Donatisten. Der Dichter Claudian, der als Hofdichter am weströmischen Hof unter Honorius bzw. dessen Vormund Stilicho fungierte, verfasste über den Krieg gegen Gildo ein unvollendetes Gedicht (de bello Gildonico). Darin wird Gildo als tyrannus bezeichnet, was in spätrömischer Zeit auch als Synonym für Usurpator galt. Dies war propagandistischen Zwecken im Konflikt des weströmischen Hofes mit Gildo geschuldet. Gildo beabsichtigte zwar, eine quasi-unabhängige Stellung zu behaupten – dies sollte aber im Verbund mit der (ost-)römischen Regierung geschehen. Er ließ sich nicht selbst zum Kaiser ausrufen.
Die Revolten Gildos, seines Bruders sowie des Heraclianus wurden früher häufig als sezessionistische, quasi-nationale Bewegungen gedeutet. Zwar stützte sich Gildos militärische Machtbasis offenbar durchaus nicht nur auf die in Africa stationierten römischen, sondern auch auf maurische Truppen. Bei genauerer Analyse der tendenziösen Quellen scheinen die Revolten aber eher auf den Ehrgeiz hinzuweisen, den die lokale provinzrömische Militärelite Afrikas zu dieser Zeit entwickelte, in der kaiserlich-römischen Politik mitzumischen. So lässt sich insbesondere eine machtpolitische Konkurrenz des Heermeisters Gildo zum mächtigen westlichen Heermeister Stilicho erkennen, dessen Stelle als Regent er vielleicht beerben wollte. So lässt sich Gildo eher als spätantiker Warlord deuten denn als nationaler Befreiungskämpfer.